# Teoria das cordas
Na física, a teoria das cordas é uma estrutura teórica na qual as partículas pontuais da física de partículas são substituídas por objetos unidimensionais chamados cordas. A teoria das cordas descreve como essas cordas se propagam pelo espaço e interagem umas com as outras. Em escalas de distância maiores que a escala da corda, uma corda age como uma partícula, com sua massa, carga e outras propriedades determinadas pelo estado vibracional da corda. Na teoria das cordas, um dos muitos estados vibracionais da corda corresponde ao gráviton, uma partícula quântica que carrega a força gravitacional. Portanto, a teoria das cordas é uma teoria da gravidade quântica.
A teoria das cordas é um assunto amplo e variado que tenta abordar uma série de questões profundas da física fundamental. A teoria das cordas contribuiu com uma série de avanços para a física matemática, que foram aplicados a uma variedade de problemas na física dos buracos negros, cosmologia do universo inicial, física nuclear e física da matéria condensada, e estimulou uma série de grandes desenvolvimentos na matemática pura. Como a teoria das cordas potencialmente fornece uma descrição unificada da gravidade e da física de partículas, ela é candidata a uma teoria de tudo, um modelo matemático autocontido que descreve todas as forças fundamentais e formas da matéria. Apesar de muito trabalho nesses problemas, não se sabe até que ponto a teoria das cordas descreve o mundo real ou quanta liberdade a teoria permite na escolha de seus detalhes.
A teoria das cordas foi estudada pela primeira vez no final da década de 1960 como uma teoria da força nuclear forte, antes de ser abandonada em favor da cromodinâmica quântica. Posteriormente, percebeu-se que as mesmas propriedades que tornavam a teoria das cordas inadequada como uma teoria da física nuclear a tornavam uma candidata promissora para uma teoria quântica da gravidade. A versão mais antiga da teoria das cordas, a teoria das cordas bosônicas, incorporou apenas a classe de partículas conhecidas como bósons. Mais tarde, ela se desenvolveu na teoria das supercordas, que postula uma conexão chamada supersimetria entre bósons e a classe de partículas chamadas férmions. Cinco versões consistentes da teoria das supercordas foram desenvolvidas antes de ser conjecturado em meados da década de 1990 que todas eram casos limites diferentes de uma única teoria em onze dimensões, conhecida como teoria M. No final de 1997, os teóricos descobriram uma relação importante chamada correspondência anti-de Sitter/teoria de campo conforme (correspondência AdS/CFT), que relaciona a teoria das cordas a outro tipo de teoria física chamada teoria quântica de campo.
Um dos desafios da teoria das cordas é que a teoria completa não tem uma definição satisfatória em todas as circunstâncias. Outro problema é que a teoria é pensada para descrever uma paisagem enorme de universos possíveis, o que complicou os esforços para desenvolver teorias de física de partículas baseadas na teoria das cordas. Essas questões levaram alguns na comunidade a criticar essas abordagens da física e a questionar o valor da pesquisa contínua sobre a unificação da teoria das cordas.

## Fundamentos

Os objetos fundamentais da teoria das cordas são cordas abertas e fechadas.

### Visão geral
No século XX, surgiram duas estruturas teóricas para formular as leis da física. A primeira é a teoria geral da relatividade de Albert Einstein, uma teoria que explica a força da gravidade e a estrutura do espaço-tempo no nível macro. A outra é a mecânica quântica, uma formulação completamente diferente, que usa princípios de probabilidade conhecidos para descrever fenômenos físicos no nível micro. No final da década de 1970, essas duas estruturas provaram ser suficientes para explicar a maioria das características observadas do universo, de partículas elementares a átomos, à evolução das estrelas e do universo como um todo.
Apesar desses sucessos, ainda há muitos problemas que precisam ser resolvidos. Um dos problemas mais profundos da física moderna é o problema da gravidade quântica. A teoria geral da relatividade é formulada dentro da estrutura da física clássica, enquanto as outras forças fundamentais são descritas dentro da estrutura da mecânica quântica. Uma teoria quântica da gravidade é necessária para reconciliar a relatividade geral com os princípios da mecânica quântica, mas surgem dificuldades quando se tenta aplicar as prescrições usuais da teoria quântica à força da gravidade.
A teoria das cordas é uma estrutura teórica que tenta abordar essas.
O ponto de partida para a teoria das cordas é a ideia de que as partículas pontuais da física de partículas também podem ser modeladas como objetos unidimensionais chamados cordas. A teoria das cordas descreve como as cordas se propagam pelo espaço e interagem umas com as outras. Em uma determinada versão da teoria das cordas, há apenas um tipo de corda, que pode parecer um pequeno laço ou segmento de corda comum, e pode vibrar de maneiras diferentes. Em escalas de distância maiores do que a escala da corda, uma corda se parecerá com uma partícula comum consistente com modelos de partículas elementares que não são cordas, com sua massa, carga e outras propriedades determinadas pelo estado vibracional da corda. A aplicação da teoria das cordas como uma forma de gravidade quântica propõe um estado vibracional responsável pela gráviton, uma partícula quântica ainda não comprovada que é teorizada para transportar força gravitacional.
Um dos principais desenvolvimentos das últimas décadas na teoria das cordas foi a descoberta de certas "dualidades", transformações matemáticas que identificam uma teoria física com outra. Físicos que estudam a teoria das cordas descobriram várias dessas dualidades entre diferentes versões da teoria das cordas, e isso levou à conjectura de que todas as versões consistentes da teoria das cordas são subsumidas em uma única estrutura conhecida como teoria M.
Estudos da teoria das cordas também produziram uma série de resultados sobre a natureza dos buracos negros e a interação gravitacional. Existem certos paradoxos que surgem quando se tenta entender os aspectos quânticos dos buracos negros, e o trabalho sobre a teoria das cordas tentou esclarecer essas questões. No final de 1997, essa linha de trabalho culminou na descoberta da correspondência anti-de Sitter/teoria de campo conforme ou AdS/CFT. Este é um resultado teórico que relaciona a teoria das cordas a outras teorias físicas que são mais bem compreendidas teoricamente. A correspondência AdS/CFT tem implicações para o estudo de buracos negros e gravidade quântica, e tem sido aplicada a outros assuntos, incluindo física nuclear e física da matéria condensada.
Como a teoria das cordas incorpora todas as interações fundamentais, incluindo a gravidade, muitos físicos esperam que ela eventualmente seja desenvolvida até o ponto em que descreva completamente nosso universo, tornando-a uma teoria de tudo. Um dos objetivos da pesquisa atual em teoria das cordas é encontrar uma solução da teoria que reproduza o espectro observado de partículas elementares, com uma pequena constante cosmológica, contendo matéria escura e um mecanismo plausível para inflação cósmica. Embora tenha havido progresso em direção a esses objetivos, não se sabe até que ponto a teoria das cordas descreve o mundo real ou quanta liberdade a teoria permite na escolha de detalhes.
Um dos desafios da teoria das cordas é que a teoria completa não tem uma definição satisfatória em todas as circunstâncias. A dispersão de cordas é definida mais diretamente usando as técnicas da teoria da perturbação, mas não se sabe em geral como definir a teoria das cordas de forma que não seja perturbativa. Também não está claro se há algum princípio pelo qual a teoria das cordas seleciona seu estado de vácuo, o estado físico que determina as propriedades do nosso universo. Esses problemas levaram alguns na comunidade a criticar essas abordagens para a unificação da física e questionar o valor da pesquisa contínua sobre esses problemas.

### Cordas

Interação no mundo quântico: linhas de mundo de partículas pontuais ou uma folha de mundo varrida por cordas fechadas na teoria das cordas

A aplicação da mecânica quântica a objetos físicos como o campo eletromagnético, que são estendidos no espaço e no tempo, é conhecida como teoria quântica de campos. Na física de partículas, as teorias quânticas de campos formam a base para nossa compreensão de partículas elementares, que são modeladas como excitações nos campos fundamentais.
Na teoria quântica de campos, normalmente calcula-se as probabilidades de vários eventos físicos usando as técnicas da teoria de perturbação. Desenvolvida por Richard Feynman e outros na primeira metade do século XX, a teoria quântica de campos perturbativa usa diagramas especiais chamados diagramas de Feynman para organizar computações. Imagina-se que esses diagramas descrevem os caminhos de partículas pontuais e suas interações.
O ponto de partida para a teoria das cordas é a ideia de que as partículas pontuais da teoria quântica de campos também podem ser modeladas como objetos unidimensionais chamados cordas. A interação das cordas é definida de forma mais direta pela generalização da teoria de perturbação usada na teoria quântica de campos comum. No nível dos diagramas de Feynman, isso significa substituir o diagrama unidimensional que representa o caminho de uma partícula pontual por uma superfície bidimensional (2D) que representa o movimento de uma corda. Ao contrário da teoria quântica de campos, a teoria das cordas não tem uma definição que não é perturbativa completa, então muitas das questões teóricas que os físicos gostariam de responder permanecem fora de alcance.
Em teorias da física de partículas baseadas na teoria das cordas, a escala de comprimento característica das cordas é assumida como sendo da ordem do comprimento de Planck, ou 10−35 metros, a escala na qual se acredita que os efeitos da gravidade quântica se tornam significativos. Em escalas de comprimento muito maiores, como as escalas visíveis em laboratórios de física, tais objetos seriam indistinguíveis de partículas pontuais de dimensão zero, e o estado vibracional da corda determinaria o tipo de partícula. Um dos estados vibracionais de uma corda corresponde ao gráviton, uma partícula mecânica quântica que carrega a força gravitacional.
A versão original da teoria das cordas era a teoria das cordas bosônicas, mas esta versão descrevia apenas bósons, uma classe de partículas que transmitem forças entre as partículas da matéria, ou férmions. A teoria das cordas bosônicas foi eventualmente substituída por teorias chamadas teorias das supercordas. Essas teorias descrevem bósons e férmions, e incorporam uma ideia teórica chamada supersimetria. Em teorias com supersimetria, cada bóson tem uma contraparte que é um férmion, e vice-versa.
Existem várias versões da teoria das supercordas: tipo I, tipo IIA, tipo IIB e dois sabores da teoria das cordas heteróticas (SO(32) e E8×E8). As diferentes teorias permitem diferentes tipos de cordas, e as partículas que surgem em baixas energias exibem diferentes simetrias. Por exemplo, a teoria do tipo I inclui cordas abertas (que são segmentos com pontos finais) e cordas fechadas (que formam laços fechados), enquanto os tipos IIA, IIB e heteróticas incluem apenas cordas fechadas.

### Dimensões extras

Um exemplo de compactificação: Em grandes distâncias, uma superfície bidimensional com uma dimensão circular aparenta ser unidimensional.

Na vida cotidiana, há três dimensões familiares (3D) do espaço: altura, largura e comprimento. A teoria geral da relatividade de Einstein trata o tempo como uma dimensão a par das três dimensões espaciais; na relatividade geral, o espaço e o tempo não são modelados como entidades separadas, mas são unificados em um espaço-tempo quadridimensional (4D). Nesta estrutura, o fenômeno da gravidade é visto como uma consequência da geometria do espaço-tempo.
Apesar do fato de que o Universo é bem descrito pelo espaço-tempo quadridimensional, há várias razões pelas quais os físicos consideram teorias em outras dimensões. Em alguns casos, ao modelar o espaço-tempo em um número diferente de dimensões, uma teoria se torna mais matematicamente tratável, e pode-se realizar cálculos e obter percepções gerais mais facilmente. Há também situações em que teorias em duas ou três dimensões de espaço-tempo são úteis para descrever fenômenos na física da matéria condensada. Finalmente, existem cenários nos quais poderia realmente haver mais de 4 dimensões de espaço-tempo que, no entanto, conseguiram escapar da detecção.
As teorias de cordas requerem dimensões extras de espaço-tempo para sua consistência matemática. Na teoria das cordas bosônicas, o espaço-tempo tem 26 dimensões (é 26-dimensional, 26D), enquanto na teoria das supercordas tem 10 dimensões (é 10-dimensional, 10D), e na teoria M tem 11 dimensões (é 11-dimensional, 11D). Para descrever fenômenos físicos reais usando a teoria das cordas, deve-se, portanto, imaginar cenários nos quais essas dimensões extras não seriam observadas em experimentos.

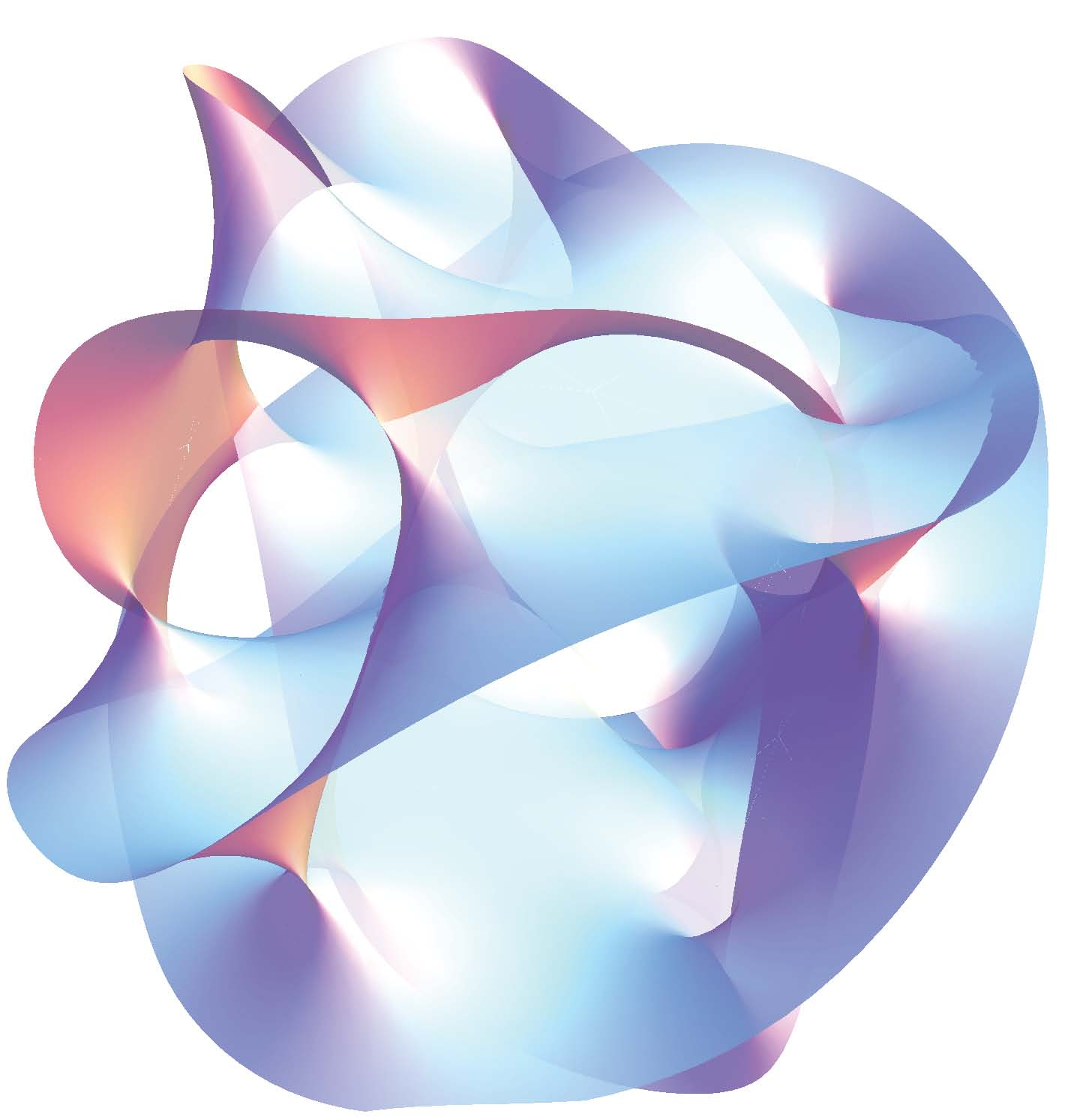
Uma secção transversal de uma variedade de Calabi-Yau quíntica

Compactificação é uma maneira de modificar o número de dimensões em uma teoria física. Na compactificação, algumas das dimensões extras são assumidas como "fechadas" sobre si mesmas para formar círculos. No limite em que essas dimensões enroladas se tornam muito pequenas, obtém-se uma teoria na qual o espaço-tempo tem efetivamente um número menor de dimensões. Uma analogia padrão para isso é considerar um objeto multidimensional, como uma mangueira de jardim. Se a mangueira for vista de uma distância suficiente, ela parece ter apenas uma dimensão, seu comprimento. No entanto, à medida que nos aproximamos da mangueira, descobrimos que ela contém uma segunda dimensão, sua circunferência. Assim, uma formiga rastejando na superfície da mangueira se moveria em duas dimensões.
A compactificação pode ser usada para construir modelos nos quais o espaço-tempo é efetivamente quadridimensional (4D). No entanto, nem todas as formas de compactificar as dimensões extras produzem um modelo com as propriedades certas para descrever a natureza. Em um modelo viável de física de partículas, as dimensões extras compactas devem ter o formato de uma variedade de Calabi-Yau. Uma variedade de Calabi–Yau é um espaço especial que normalmente é considerado hexadimensional em aplicações à teoria das cordas. Ele recebeu o nome em homenagem aos matemáticos Eugenio Calabi e Shing-Tung Yau.
Outra abordagem para reduzir o número de dimensões é o chamado cenário mundo brana. Nessa abordagem, os físicos assumem que o universo observável é um subespaço quadridimensional de um espaço dimensional superior. Em tais modelos, os bósons portadores de força da física de partículas surgem de cordas abertas com pontos finais ligados ao subespaço quadridimensional, enquanto a gravidade surge de cordas fechadas que se propagam pelo espaço ambiente maior. Essa ideia desempenha um papel importante nas tentativas de desenvolver modelos de física do mundo real com base na teoria das cordas e fornece uma explicação natural para a fraqueza da gravidade em comparação com as outras forças fundamentais.

### Dualidades

Um diagrama (em inglês) de dualidades da teoria das cordas. Bordas azuis indicam dualidade S. Bordas vermelhas indicam dualidade T.

Um fato notável sobre a teoria das cordas é que as diferentes versões da teoria acabam se relacionando de maneiras altamente não triviais. Uma das relações que podem existir entre diferentes teorias das cordas é chamada de dualidade S. Esta é uma relação que diz que uma coleção de partículas fortemente interativas em uma teoria pode, em alguns casos, ser vista como uma coleção de partículas fracamente interativas em uma teoria completamente diferente. Grosso modo, diz-se que uma coleção de partículas está fortemente interativa se elas se combinam e decaem frequentemente e fracamente interativas se elas o fazem raramente. A teoria das cordas tipo I acaba sendo equivalente por dualidade S à teoria das cordas heteróticas SO(32). Da mesma forma, a teoria das cordas tipo IIB está relacionada a si mesma de uma maneira não trivial por dualidade S.
Outra relação entre diferentes teorias da cordas é a dualidade T. Aqui, considera-se cordas propagando-se em torno de uma dimensão extra circular. A dualidade T afirma que uma corda propagando-se em torno de um círculo de raio R é equivalente a uma corda propagando-se em torno de um círculo de raio 1/R no sentido de que todas as quantidades observáveis em uma descrição são identificadas com quantidades na descrição dual. Por exemplo, uma corda tem momento à medida que se propaga em torno de um círculo, e também pode enrolar-se em torno do círculo uma ou mais vezes. O número de vezes que a corda enrola-se em torno de um círculo é chamado de número de enrolamento. Se uma corda tem momento p e número de enrolamento n em uma descrição, ela terá momento n e número de enrolamento p na descrição dual. Por exemplo, a teoria das cordas do tipo IIA é equivalente à teoria das cordas do tipo IIB via dualidade T, e as duas versões da teoria de cordas heteróticas também são relacionadas pela dualidade T.
Em geral, o termo dualidade se refere a uma situação em que dois sistemas físicos aparentemente diferentes acabam sendo equivalentes de uma forma que não é trivial. Duas teorias relacionadas por uma dualidade não precisam ser teorias das cordas. Por exemplo, a dualidade de Montonen-Olive é um exemplo de uma relação de dualidade S entre teorias quânticas de campo. A correspondência AdS/CFT é um exemplo de uma dualidade que relaciona a teoria das cordas a uma teoria quântica de campo. Se duas teorias são relacionadas por uma dualidade, isso significa que uma teoria pode ser transformada de alguma forma para que acabe se parecendo com a outra teoria. As duas teorias são então ditas duais entre si sob a transformação. Em outras palavras, as duas teorias são descrições matematicamente diferentes dos mesmos fenômenos.

### Branas

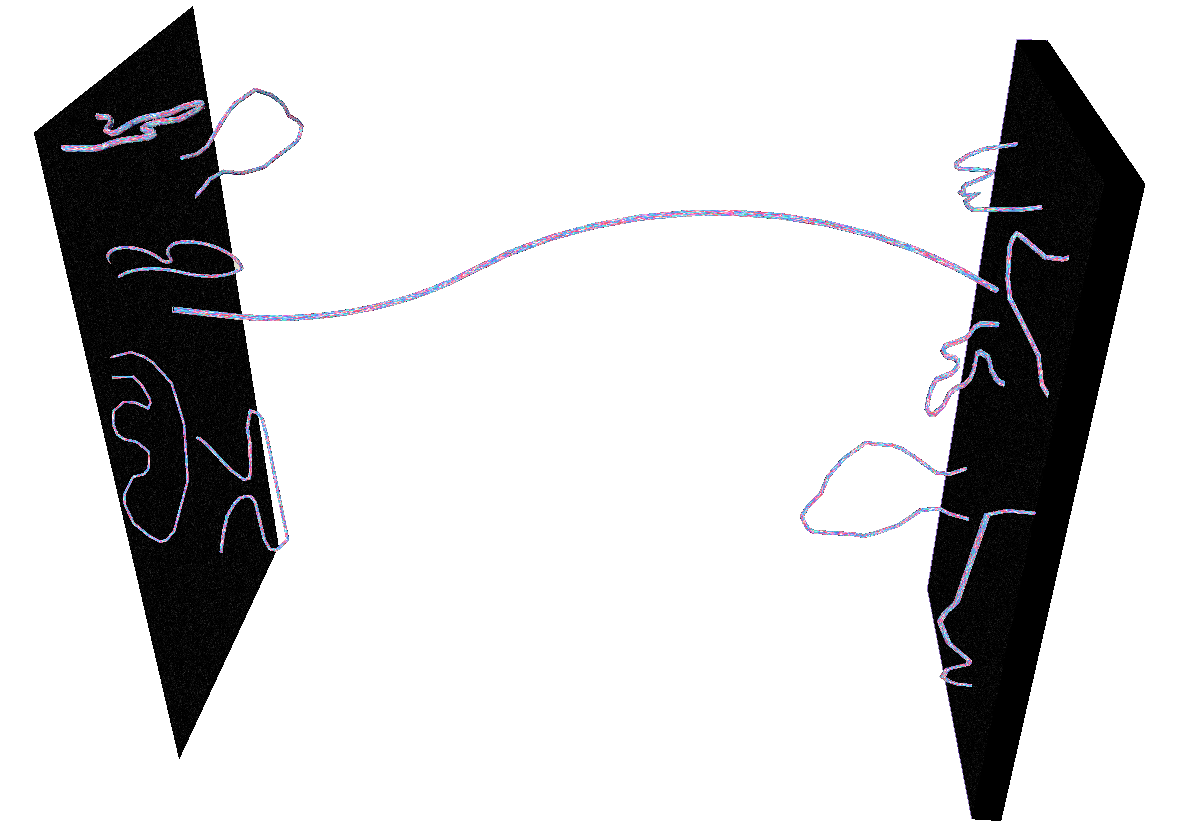
Cordas abertas presas a um par de branas D

Na teoria das cordas e outras teorias relacionadas, uma brana é um objeto físico que generaliza a noção de uma partícula pontual para dimensões superiores. Por exemplo, uma partícula pontual pode ser vista como uma brana de dimensão zero, enquanto uma corda pode ser vista como uma brana de dimensão um. Também é possível considerar branas de dimensão superior. Na dimensão p, elas são chamadas de branas p. A palavra brana vem da palavra "membrana", que se refere a uma brana bidimensional.
Branas são objetos dinâmicos que podem se propagar através do espaço-tempo de acordo com as regras da mecânica quântica. Elas têm massa e podem ter outros atributos, como carga. Uma brana p varre um volume (p+1)-dimensional no espaço-tempo chamado de volume mundial. Os físicos frequentemente estudam campos análogos ao campo eletromagnético que vivem no volume mundial de uma brana.
Na teoria das cordas, as branas D são uma classe importante de branas que surgem quando se considera cordas abertas. À medida que uma corda aberta se propaga pelo espaço-tempo, seus pontos finais são obrigados a estar em uma brana D. A letra "D" em brana D se refere a uma certa condição matemática no sistema conhecida como condição de contorno de Dirichlet. O estudo de branas D na teoria das cordas levou a resultados importantes, como a correspondência AdS/CFT, que lançou luz sobre muitos problemas na teoria quântica de campos.
As branas são frequentemente estudadas de um ponto de vista puramente matemático e são descritas como objetos de certas categorias, como a categoria derivada de feixes coerentes em uma variedade algébrica complexa ou a categoria de Fukaya de uma variedade simplética. A conexão entre a noção física de uma brana e a noção matemática de uma categoria levou a importantes percepções matemáticas nos campos da geometria algébrica e simplética e da teoria da representação.

## Teoria M
Antes de 1995, os teóricos acreditavam que havia cinco versões consistentes da teoria das supercordas (tipo I, tipo IIA, tipo IIB e duas versões da teoria das cordas heteróticas). Esse entendimento mudou em 1995, quando Edward Witten sugeriu que as cinco teorias eram apenas casos limites especiais de uma teoria de onze dimensões chamada teoria M. A conjectura de Witten foi baseada no trabalho de vários outros físicos, incluindo Ashoke Sen, Chris Hull, Paul Townsend e Michael Duff. Seu anúncio levou a uma onda de atividade de pesquisa agora conhecida como a segunda revolução das supercordas.

### Unificação das teorias das supercordas

Uma ilustração esquemática da relação entre a teoria M, as cinco teorias de supercordas e a supergravidade de onze dimensões. A região sombreada representa uma família de diferentes cenários físicos que são possíveis na teoria M. Em certos casos limites correspondentes às cúspides, é natural descrever a física usando uma das seis teorias rotuladas ali.

Na década de 1970, muitos físicos se interessaram pelas teorias da supergravidade, que combinam a relatividade geral com a supersimetria. Enquanto a relatividade geral faz sentido em qualquer número de dimensões, a supergravidade coloca um limite superior no número de dimensões. Em 1978, o trabalho de Werner Nahm mostrou que a dimensão máxima do espaço-tempo na qual se pode formular uma teoria supersimétrica consistente é onze. No mesmo ano, Eugene Cremmer, Bernard Julia e Joël Scherk da École Normale Supérieure mostraram que a supergravidade não apenas permite até onze dimensões, mas é de fato mais elegante neste número máximo de dimensões.
Inicialmente, muitos físicos esperavam que, ao compactificar a supergravidade de onze dimensões, fosse possível construir modelos realistas do nosso mundo de quatro dimensões. A esperança era que tais modelos fornecessem uma descrição unificada das quatro forças fundamentais da natureza: eletromagnetismo, as forças nucleares forte e fraca e a gravidade. O interesse na supergravidade de onze dimensões logo diminuiu à medida que várias falhas neste esquema foram descobertas. Um dos problemas era que as leis da física pareciam distinguir entre sentido horário e anti-horário, um fenômeno conhecido como quiralidade. Edward Witten e outros observaram que essa propriedade de quiralidade não pode ser facilmente derivada pela compactificação de onze dimensões.
Na primeira revolução das supercordas em 1984, muitos físicos se voltaram para a teoria das cordas como uma teoria unificada da física de partículas e da gravidade quântica. Ao contrário da teoria da supergravidade, a teoria das cordas foi capaz de acomodar a quiralidade do modelo padrão e forneceu uma teoria da gravidade consistente com os efeitos quânticos. Outra característica da teoria das cordas que atraiu muitos físicos nas décadas de 1980 e 1990 foi seu alto grau de singularidade. Em teorias de partículas comuns, pode-se considerar qualquer coleção de partículas elementares cujo comportamento clássico é descrito por um Lagrangiano arbitrário. Na teoria das cordas, as possibilidades são muito mais restritas: na década de 1990, os físicos argumentaram que havia apenas cinco versões supersimétricas consistentes da teoria.
Embora houvesse apenas um punhado de teorias de supercordas consistentes, permaneceu um mistério por que não havia apenas uma formulação consistente. No entanto, à medida que os físicos começaram a examinar a teoria das cordas mais de perto, eles perceberam que essas teorias estão relacionadas de maneiras intrincadas e não triviais. Eles descobriram que um sistema de cordas fortemente interativas pode, em alguns casos, ser visto como um sistema de cordas fracamente interativas. Este fenômeno é conhecido como dualidade S. Foi estudado por Ashoke Sen no contexto de cordas heteróticas em quatro dimensões e por Chris Hull e Paul Townsend no contexto da teoria do tipo IIB. Os teóricos também descobriram que diferentes teorias de cordas podem ser relacionadas pela dualidade T. Esta dualidade implica que cordas que se propagam em geometrias de espaço-tempo completamente diferentes podem ser fisicamente equivalentes.
Na mesma época, enquanto muitos físicos estudavam as propriedades das cordas, um pequeno grupo de físicos examinava as possíveis aplicações de objetos de dimensões superiores. Em 1987, Eric Bergshoeff, Ergin Sezgin e Paul Townsend mostraram que a supergravidade de onze dimensões inclui branas bidimensionais. Intuitivamente, esses objetos parecem folhas ou membranas propagando-se pelo espaço-tempo de onze dimensões. Pouco depois dessa descoberta, Michael Duff, Paul Howe, Takeo Inami e Kellogg Stelle consideraram uma compactação particular da supergravidade de onze dimensões com uma das dimensões enrolada em um círculo. Nesse cenário, pode-se imaginar a membrana envolvendo a dimensão circular. Se o raio do círculo for suficientemente pequeno, então essa membrana se parece com uma corda no espaço-tempo de dez dimensões. Duff e seus colaboradores mostraram que essa construção reproduz exatamente as cordas que aparecem na teoria das supercordas do tipo IIA.
Falando em uma conferência sobre teoria das cordas em 1995, Edward Witten fez a surpreendente sugestão de que todas as cinco teorias de supercordas eram, na verdade, apenas diferentes casos limites de uma única teoria em onze dimensões do espaço-tempo. O anúncio de Witten reuniu todos os resultados anteriores sobre as dualidades S e T e o surgimento de branas de dimensões superiores na teoria das cordas. Nos meses seguintes ao anúncio de Witten, centenas de novos artigos apareceram na Internet confirmando diferentes partes de sua proposta. Hoje, essa onda de trabalho é conhecida como a segunda revolução das supercordas.
Inicialmente, alguns físicos sugeriram que a nova teoria era uma teoria fundamental das membranas, mas Witten era cético quanto ao papel das membranas na teoria. Em um artigo de 1996, Hořava e Witten escreveram "Como foi proposto que a teoria de onze dimensões é uma teoria de supermembrana, mas há algumas razões para duvidar dessa interpretação, nós a chamaremos de forma não comprometedora de teoria M, deixando para o futuro a relação de M com as membranas." Na ausência de uma compreensão do verdadeiro significado e estrutura da teoria M, Witten sugeriu que o M deveria significar "mágica", "mistério" ou "membrana" de acordo com o gosto, e o verdadeiro significado do título deveria ser decidido quando uma formulação mais fundamental da teoria fosse conhecida.

### Teoria da matriz
Em matemática, uma matriz é um arranjo retangular de números ou outros dados. Em física, um modelo de matriz é um tipo particular de teoria física cuja formulação matemática envolve a noção de uma matriz de uma forma importante. Um modelo de matriz descreve o comportamento de um conjunto de matrizes dentro da estrutura da mecânica quântica.
Um exemplo importante de um modelo de matriz é o modelo de matriz de BFSS proposto por Tom Banks, Willy Fischler, Stephen Shenker e Leonard Susskind em 1997. Esta teoria descreve o comportamento de um conjunto de nove grandes matrizes. Em seu artigo original, esses autores mostraram, entre outras coisas, que o limite de baixa energia deste modelo de matriz é descrito pela supergravidade de onze dimensões. Esses cálculos os levaram a propor que o modelo de matriz de BFSS é exatamente equivalente à teoria M. O modelo de matriz de BFSS pode, portanto, ser usado como um protótipo para uma formulação correta da teoria M e uma ferramenta para investigar as propriedades da teoria M em um ambiente relativamente simples.
O desenvolvimento da formulação do modelo matricial da teoria M levou os físicos a considerar várias conexões entre a teoria das cordas e um ramo da matemática chamado de geometria que não é comutativa. Este assunto é uma generalização da geometria ordinária na qual os matemáticos definem novas noções geométricas usando ferramentas da álgebra que não é comutativa. Em um artigo de 1998, Alain Connes, Michael R. Douglas e Albert Schwarz mostraram que alguns aspectos dos modelos matriciais e da teoria M são descritos por uma teoria quântica de campos que não é comutativa, um tipo especial de teoria física na qual o espaço-tempo é descrito matematicamente usando geometria que não é comutativa. Isso estabeleceu um elo entre os modelos matriciais e a teoria M, por um lado, e a geometria que não é comutativa, por outro. Isso rapidamente levou à descoberta de outros elos importantes entre a geometria que não é comutativa e várias teorias físicas.

## Buracos negros
Na relatividade geral, um buraco negro é definido como uma região do espaço-tempo na qual o campo gravitacional é tão forte que nenhuma partícula ou radiação pode escapar. Nos modelos atualmente aceitos de evolução estelar, acredita-se que os buracos negros surgem quando estrelas massivas sofrem colapso gravitacional, e muitas galáxias são consideradas como contendo buracos negros supermassivos em seus centros. Os buracos negros também são importantes por razões teóricas, pois apresentam desafios profundos para os teóricos que tentam entender os aspectos quânticos da gravidade. A teoria das cordas provou ser uma ferramenta importante para investigar as propriedades teóricas dos buracos negros porque fornece uma estrutura na qual os teóricos podem estudar sua termodinâmica.

### Fórmula de Bekenstein e Hawking
No ramo da física chamado mecânica estatística, a entropia é uma medida da aleatoriedade ou desordem de um sistema físico. Este conceito foi estudado na década de 1870 pelo físico austríaco Ludwig Boltzmann, que mostrou que as propriedades termodinâmicas de um gás poderiam ser derivadas das propriedades combinadas de suas muitas moléculas constituintes. Boltzmann argumentou que, ao calcular a média dos comportamentos de todas as diferentes moléculas em um gás, pode-se entender propriedades macroscópicas, como volume, temperatura e pressão. Além disso, essa perspectiva o levou a dar uma definição precisa de entropia como o logaritmo natural do número de diferentes estados das moléculas (também chamados de microestados) que dão origem às mesmas características macroscópicas.
No século XX, os físicos começaram a aplicar os mesmos conceitos aos buracos negros. Na maioria dos sistemas, como gases, a entropia é dimensionada com o volume. Na década de 1970, o físico Jacob Bekenstein sugeriu que a entropia de um buraco negro é proporcional à área da superfície de seu horizonte de eventos, o limite além do qual a matéria e a radiação podem escapar de sua atração gravitacional. Quando combinado com as ideias do físico Stephen Hawking, o trabalho de Bekenstein produziu uma fórmula precisa para a entropia de um buraco negro. A fórmula de Bekenstein e Hawking expressa a entropia S como:
{\displaystyle S={\frac {c^{3}kA}{4\hbar G}}}
onde c é a velocidade da luz, k é a constante de Boltzmann, ħ é a constante de Planck reduzida, G é a constante de Newton e A é a área da superfície do horizonte de eventos.
Como qualquer sistema físico, um buraco negro tem uma entropia definida em termos do número de diferentes microestados que levam às mesmas características macroscópicas. A fórmula de entropia de Bekenstein e Hawking fornece o valor esperado da entropia de um buraco negro, mas na década de 1990, os físicos ainda não tinham uma derivação dessa fórmula contando microestados em uma teoria da gravidade quântica. Encontrar tal derivação dessa fórmula foi considerado um teste importante da viabilidade de qualquer teoria da gravidade quântica, como a teoria das cordas.

### Derivação dentro da teoria das cordas
Em um artigo de 1996, Andrew Strominger e Cumrun Vafa mostraram como derivar a fórmula de Bekenstein e Hawking para certos buracos negros na teoria das cordas. Seu cálculo foi baseado na observação de que branas D — que parecem membranas flutuantes quando estão interagindo fracamente — tornam-se objetos densos e massivos com horizontes de eventos quando as interações são fortes. Em outras palavras, um sistema de branas D fortemente interativas na teoria das cordas é indistinguível de um buraco negro. Strominger e Vafa analisaram tais sistemas de branas D e calcularam o número de maneiras diferentes de colocar branas D no espaço-tempo de modo que sua massa e carga combinadas sejam iguais a uma dada massa e carga para o buraco negro resultante. Seu cálculo reproduziu a fórmula de Bekenstein e Hawking exatamente, incluindo o fator de 1/4. Trabalhos subsequentes de Strominger, Vafa e outros refinaram os cálculos originais e forneceram os valores precisos das "correções quânticas" necessárias para descrever buracos negros muito pequenos.
Os buracos negros que Strominger e Vafa consideraram em seu trabalho original eram bem diferentes dos buracos negros astrofísicos reais. Uma diferença era que Strominger e Vafa consideravam apenas buracos negros extremos para tornar o cálculo tratável. Estes são definidos como buracos negros com a menor massa possível compatível com uma dada carga. Strominger e Vafa também restringiram a atenção a buracos negros no espaço-tempo de cinco dimensões com supersimetria que não é física.
Embora tenha sido originalmente desenvolvido neste contexto muito particular e fisicamente irrealista na teoria das cordas, o cálculo de entropia de Strominger e Vafa levou a uma compreensão qualitativa de como a entropia do buraco negro pode ser contabilizada em qualquer teoria da gravidade quântica. De fato, em 1998, Strominger argumentou que o resultado original poderia ser generalizado para uma teoria arbitrária consistente da gravidade quântica sem depender de cordas ou supersimetria. Em colaboração com vários outros autores em 2010, ele mostrou que alguns resultados sobre a entropia do buraco negro poderiam ser estendidos para buracos negros astrofísicos que não são extremos.

## CorrespondênciaAdS/CFT
Uma abordagem para formular a teoria das cordas e estudar suas propriedades é fornecida pela correspondência anti-de Sitter/teoria de campo conforme (AdS/CFT). Este é um resultado teórico que implica que a teoria das cordas é, em alguns casos, equivalente a uma teoria quântica de campos. Além de fornecer insights sobre a estrutura matemática da teoria das cordas, a correspondência AdS/CFT lançou luz sobre muitos aspectos da teoria quântica de campos em regimes onde as técnicas de cálculo tradicionais são ineficazes. A correspondência AdS/CFT foi proposta pela primeira vez por Juan Maldacena no final de 1997. Aspectos importantes da correspondência foram elaborados em artigos de Steven Gubser, Igor Klebanov e Alexander Markovich Polyakov, e por Edward Witten. Em 2010, o artigo de Maldacena tinha mais de 7000 citações, tornando-se o artigo mais citado no campo da física de altas energias.

### Visão geral da correspondência

Uma tesselação do plano hiperbólico por triângulos e quadrados

Na correspondência AdS/CFT, a geometria do espaço-tempo é descrita em termos de uma certa solução do vácuo da equação de Einstein chamada anti-espaço de de Sitter. Em termos muito elementares, o anti-espaço de de Sitter é um modelo matemático do espaço-tempo no qual a noção de distância entre pontos (a métrica) é diferente da noção de distância na geometria euclidiana comum. Está intimamente relacionado ao espaço hiperbólico, que pode ser visto como um disco, conforme ilustrado à esquerda. Esta imagem mostra uma tesselação de um disco por triângulos e quadrados. Pode-se definir a distância entre os pontos deste disco de tal forma que todos os triângulos e quadrados sejam do mesmo tamanho e o limite externo circular esteja infinitamente longe de qualquer ponto no interior.
Pode-se imaginar uma pilha de discos hiperbólicos onde cada disco representa o estado do universo em um dado momento. O objeto geométrico resultante é um anti-espaço de de Sitter tridimensional. Parece um cilindro sólido no qual qualquer seção transversal é uma cópia do disco hiperbólico. O tempo corre ao longo da direção vertical nesta imagem. A superfície deste cilindro desempenha um papel importante na correspondência AdS/CFT. Assim como no plano hiperbólico, o anti-espaço de de Sitter é curvo de tal forma que qualquer ponto no interior está, na verdade, infinitamente longe desta superfície limite.

O anti-espaço de de Sitter tridimensional é como uma pilha de discos hiperbólicos, cada um representando o estado do universo em um dado momento. O espaço-tempo resultante parece um cilindro sólido.

Esta construção descreve um universo hipotético com apenas duas dimensões espaciais e uma dimensão temporal, mas pode ser generalizado para qualquer número de dimensões. De fato, o espaço hiperbólico pode ter mais de duas dimensões e pode-se "empilhar" cópias do espaço hiperbólico para obter modelos de dimensões mais altas do anti-espaço de de Sitter.
Uma característica importante do anti-espaço de de Sitter é seu limite (que se parece com um cilindro no caso do anti-espaço de de Sitter tridimensional). Uma propriedade desse limite é que, dentro de uma pequena região na superfície ao redor de qualquer ponto dado, ele se parece exatamente com o espaço de Minkowski, o modelo de espaço-tempo usado na física que não é gravitacional. Portanto, pode-se considerar uma teoria auxiliar na qual o "espaço-tempo" é dado pelo limite do anti-espaço de de Sitter. Essa observação é o ponto de partida para a correspondência AdS/CFT, que afirma que o limite do anti-espaço de de Sitter pode ser considerado como o "espaço-tempo" para uma teoria quântica de campos. A alegação é que essa teoria quântica de campos é equivalente a uma teoria gravitacional, como a teoria das cordas, no anti-espaço de de Sitter em massa no sentido de que há um "dicionário" para traduzir entidades e cálculos em uma teoria em suas contrapartes na outra teoria. Por exemplo, uma única partícula na teoria gravitacional pode corresponder a alguma coleção de partículas na teoria do limite. Além disso, as previsões nas duas teorias são quantitativamente idênticas, de modo que se duas partículas têm 40 por cento de probabilidade de colidir na teoria gravitacional, então as coleções correspondentes na teoria do limite também teriam 40 por cento de probabilidade de colidir.

### Aplicações à gravidade quântica
A descoberta da correspondência AdS/CFT foi um grande avanço na compreensão dos físicos sobre a teoria das cordas e a gravidade quântica. Uma razão para isso é que a correspondência fornece uma formulação da teoria das cordas em termos da teoria quântica de campos, que é bem compreendida por comparação. Outra razão é que ela fornece uma estrutura geral na qual os físicos podem estudar e tentar resolver os paradoxos dos buracos negros.
Em 1975, Stephen Hawking publicou um cálculo que sugeria que os buracos negros não são completamente negros, mas emitem uma radiação fraca devido a efeitos quânticos perto do horizonte de eventos. A princípio, o resultado de Hawking representou um problema para os teóricos porque sugeria que os buracos negros destroem informações. Mais precisamente, o cálculo de Hawking parecia entrar em conflito com um dos postulados básicos da mecânica quântica, que afirma que os sistemas físicos evoluem no tempo de acordo com a equação de Schrödinger. Essa propriedade é geralmente chamada de unitariedade da evolução temporal. A aparente contradição entre o cálculo de Hawking e o postulado de unitariedade da mecânica quântica veio a ser conhecida como o paradoxo da informação do buraco negro.
A correspondência AdS/CFT resolve o paradoxo da informação do buraco negro, pelo menos até certo ponto, porque mostra como um buraco negro pode evoluir de uma maneira consistente com a mecânica quântica em alguns contextos. De fato, pode-se considerar buracos negros no contexto da correspondência AdS/CFT, e qualquer buraco negro desse tipo corresponde a uma configuração de partículas no limite do anti-espaço de de Sitter. Essas partículas obedecem às regras usuais da mecânica quântica e, em particular, evoluem de forma unitária, então o buraco negro também deve evoluir de forma unitária, respeitando os princípios da mecânica quântica. Em 2005, Hawking anunciou que o paradoxo havia sido resolvido em favor da conservação da informação pela correspondência AdS/CFT, e ele sugeriu um mecanismo concreto pelo qual os buracos negros podem preservar a informação.

### Aplicações à física nuclear

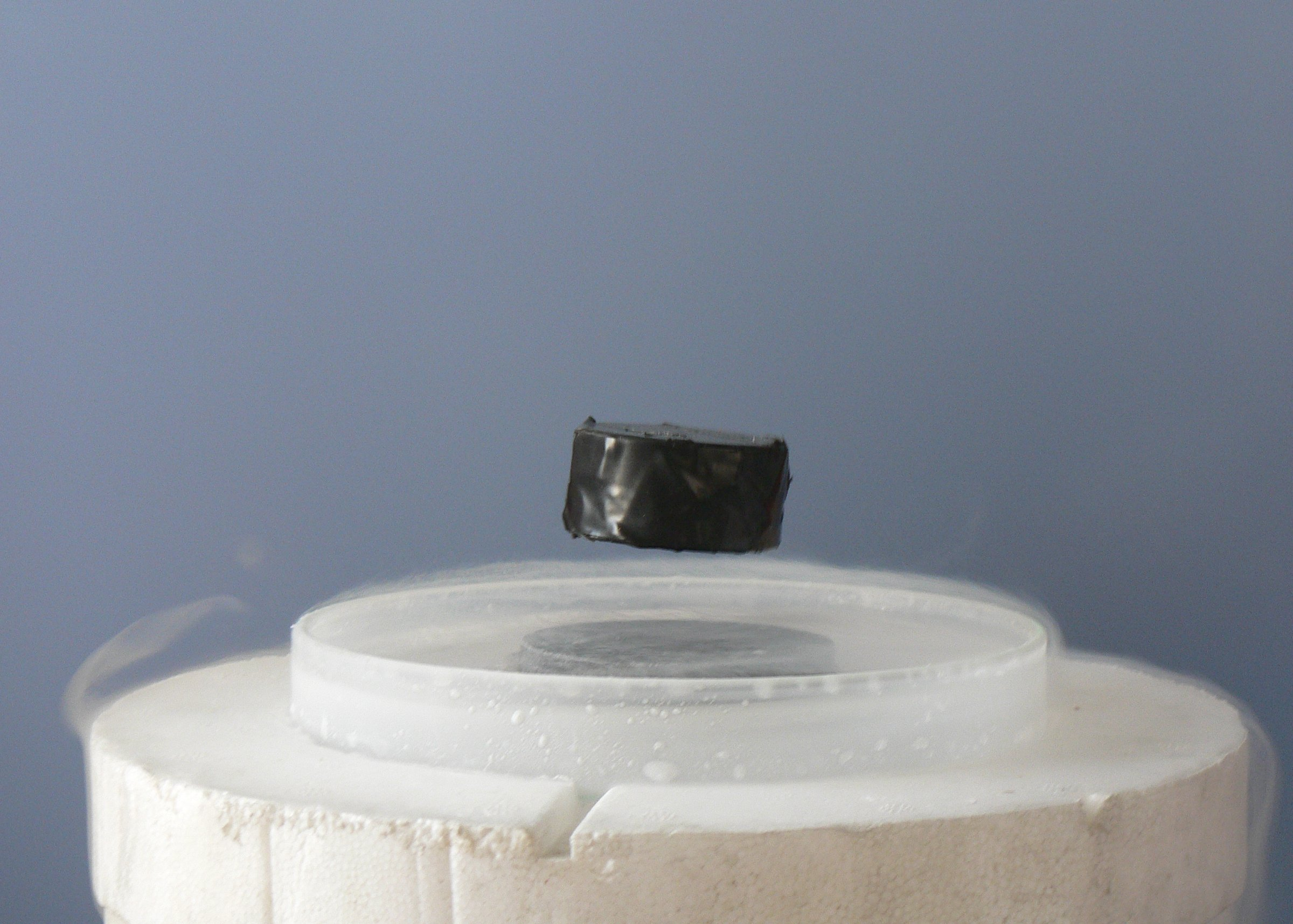
Um ímã levitando acima de um supercondutor de alta temperatura. Hoje, alguns físicos estão trabalhando para entender a supercondutividade de alta temperatura usando a correspondência AdS/CFT.

Além de suas aplicações a problemas teóricos em gravidade quântica, a correspondência AdS/CFT tem sido aplicada a uma variedade de problemas em teoria quântica de campos. Um sistema físico que tem sido estudado usando a correspondência AdS/CFT é o plasma de quarks e glúons, um estado da matéria exótico produzido em aceleradores de partículas. Este estado da matéria surge por breves instantes quando íons pesados como núcleos de ouro ou chumbo colidem em altas energias. Tais colisões fazem com que os quarks que compõem os núcleos atômicos se desconfinem a temperaturas de aproximadamente dois trilhões de kelvin, condições semelhantes às presentes em torno de 10−11 segundos após o Big Bang.
A física do plasma de quarks e glúons é governada por uma teoria chamada cromodinâmica quântica, mas essa teoria é matematicamente intratável em problemas envolvendo o plasma de quarks de glúons. Em um artigo publicado em 2005, Đàm Thanh Sơn e seus colaboradores mostraram que a correspondência AdS/CFT poderia ser usada para entender alguns aspectos do plasma de quarks e glúons descrevendo-o na linguagem da teoria das cordas. Ao aplicar a correspondência AdS/CFT, Sơn e seus colaboradores foram capazes de descrever o plasma de quarks glúons em termos de buracos negros no espaço-tempo de cinco dimensões. O cálculo mostrou que a razão de duas quantidades associadas ao plasma de quarks e glúons, a viscosidade de cisalhamento e a densidade de volume da entropia, deve ser aproximadamente igual a uma certa constante universal. Em 2008, o valor previsto dessa proporção para o plasma de quarks e glúons foi confirmado no Colisor de íons pesados relativísticos do Laboratório Nacional de Brookhaven.

### Aplicações à física da matéria condensada
A correspondência AdS/CFT também tem sido usada para estudar aspectos da física da matéria condensada. Ao longo das décadas, físicos experimentais da matéria condensada descobriram uma série de estados exóticos da matéria, incluindo supercondutores e superfluidos. Esses estados são descritos usando o formalismo da teoria quântica de campos, mas alguns fenômenos são difíceis de explicar usando técnicas teóricas de campo padrão. Alguns teóricos da matéria condensada, incluindo Subir Sachdev, esperam que a correspondência AdS/CFT torne possível descrever esses sistemas na linguagem da teoria das cordas e aprender mais sobre seu comportamento.
Até agora, algum sucesso foi alcançado no uso de métodos da teoria das cordas para descrever a transição de um superfluido para um isolante. Um superfluido é um sistema de átomos eletricamente neutros que flui sem qualquer atrito. Tais sistemas são frequentemente produzidos em laboratório usando hélio líquido, mas recentemente experimentalistas desenvolveram novas maneiras de produzir superfluidos artificiais despejando trilhões de átomos frios em uma rede de lasers cruzados. Esses átomos inicialmente se comportam como um superfluido, mas conforme os experimentalistas aumentam a intensidade dos lasers, eles se tornam menos móveis e então repentinamente transitam para um estado isolante. Durante a transição, os átomos se comportam de uma maneira incomum. Por exemplo, os átomos desaceleram até parar a uma taxa que depende da temperatura e da constante de Planck, o parâmetro fundamental da mecânica quântica, que não entra na descrição das outras fases. Esse comportamento foi recentemente compreendido ao considerar uma descrição dupla onde as propriedades do fluido são descritas em termos de um buraco negro de dimensão superior.

## Fenomenologia
Além de ser uma ideia de considerável interesse teórico, a teoria das cordas fornece uma estrutura para a construção de modelos de física do mundo real que combinam relatividade geral e física de partículas. A fenomenologia é o ramo da física teórica em que os físicos constroem modelos realistas da natureza a partir de ideias teóricas mais abstratas. A fenomenologia das cordas é a parte da teoria das cordas que tenta construir modelos realistas ou semirrealistas com base na teoria das cordas.
Em parte devido a dificuldades teóricas e matemáticas e em parte devido às energias extremamente altas necessárias para testar essas teorias experimentalmente, não há até agora nenhuma evidência experimental que indique inequivocamente que qualquer um desses modelos seja uma descrição fundamental correta da natureza. Isso levou alguns na comunidade a criticar essas abordagens de unificação e questionar o valor da pesquisa contínua sobre esses problemas.

### Física de partículas
A teoria atualmente aceita que descreve partículas elementares e suas interações é conhecida como o modelo padrão da física de partículas. Esta teoria fornece uma descrição unificada de três das forças fundamentais da natureza: eletromagnetismo e as forças nucleares forte e fraca. Apesar de seu sucesso notável em explicar uma ampla gama de fenômenos físicos, o modelo padrão não pode ser uma descrição completa da realidade. Isso ocorre porque o modelo padrão falha em incorporar a força da gravidade e por causa de problemas como o problema de hierarquia e a incapacidade de explicar a estrutura das massas de férmions ou matéria escura.
A teoria das cordas tem sido usada para construir uma variedade de modelos de física de partículas que vão além do modelo padrão. Normalmente, tais modelos são baseados na ideia de compactificação. Começando com o espaço-tempo de dez ou onze dimensões da corda ou teoria M, os físicos postulam uma forma para as dimensões extras. Ao escolher esta forma apropriadamente, eles podem construir modelos aproximadamente semelhantes ao modelo padrão da física de partículas, juntamente com partículas adicionais não descobertas. Uma maneira popular de derivar física realista da teoria das cordas é começar com a teoria heterótica em dez dimensões e assumir que as seis dimensões extras do espaço-tempo têm o formato de uma variedade de Calabi e Yau de seis dimensões. Tais compactificações oferecem muitas maneiras de extrair física realista da teoria das cordas. Outros métodos semelhantes podem ser usados para construir modelos realistas ou semirrealistas do nosso mundo quadridimensional com base na teoria M.

### Cosmologia

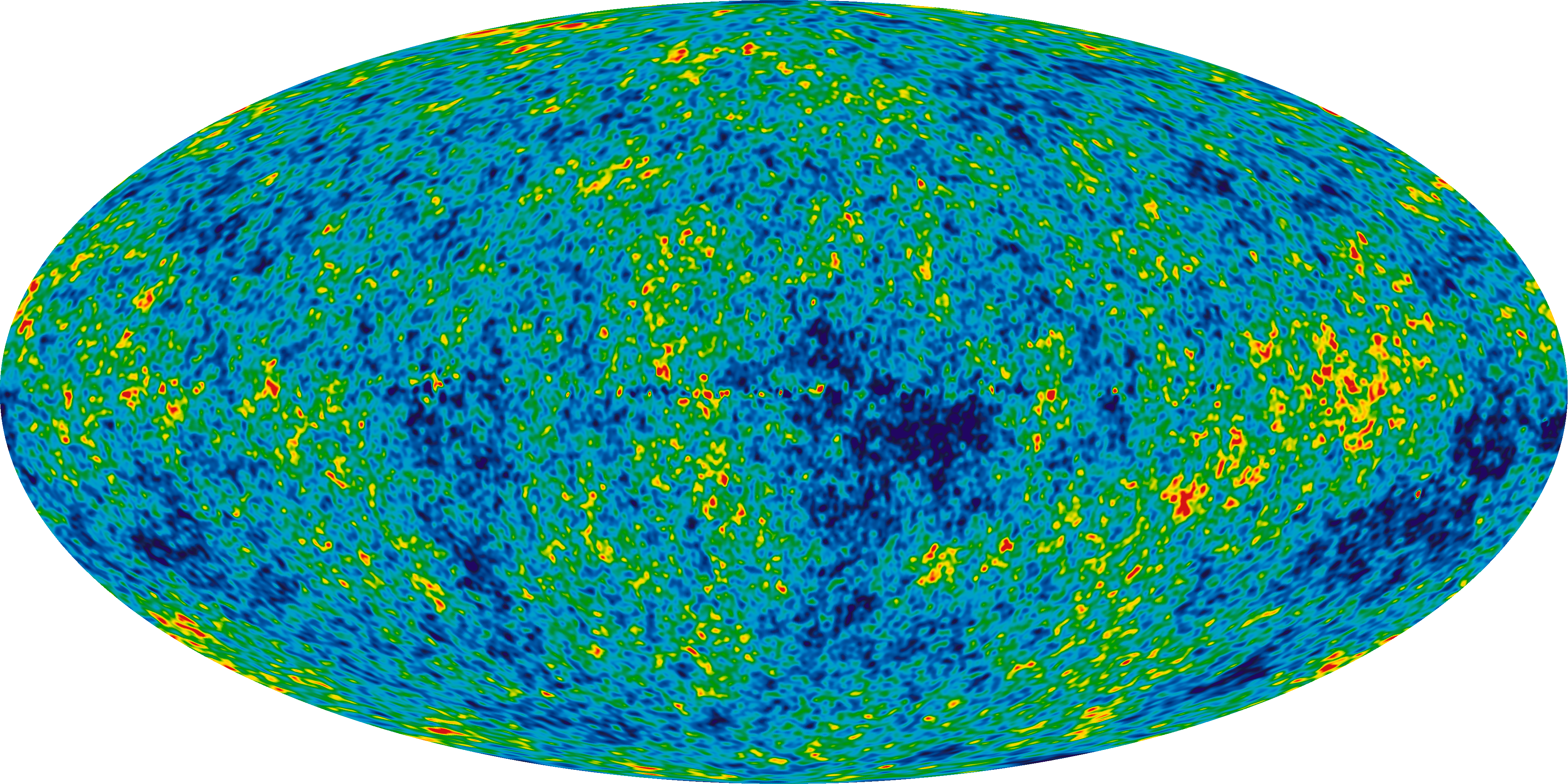
Um mapa do fundo cósmico de micro-ondas produzido pela Sonda de anisotropia de micro-ondas Wilkinson

A teoria do Big Bang é o modelo cosmológico predominante para o universo desde os primeiros períodos conhecidos até sua subsequente evolução em larga escala. Apesar de seu sucesso em explicar muitas características observadas do universo, incluindo desvios para o vermelho galácticos, a abundância relativa de elementos leves como hidrogênio e hélio, e a existência de um fundo cósmico de micro-ondas, há várias questões que permanecem sem resposta. Por exemplo, o modelo padrão do Big Bang não explica por que o universo parece ser o mesmo em todas as direções, por que ele parece plano em escalas de distância muito grandes ou por que certas partículas hipotéticas, como monopolos magnéticos, não são observadas em experimentos.
Atualmente, o principal candidato para uma teoria que vai além do Big Bang é a teoria da inflação cósmica. Desenvolvida por Alan Guth e outros na década de 1980, a inflação postula um período de expansão extremamente rápida e acelerada do universo antes da expansão descrita pela teoria padrão do Big Bang. A teoria da inflação cósmica preserva os sucessos do Big Bang enquanto fornece uma explicação natural para algumas das características misteriosas do universo. A teoria também recebeu apoio impressionante de observações do fundo cósmico de micro-ondas, a radiação que preenche o céu desde cerca de 380.000 anos após o Big Bang.
Na teoria da inflação, a rápida expansão inicial do universo é causada por uma partícula hipotética chamada ínflaton. As propriedades exatas desta partícula não são fixadas pela teoria, mas devem, em última análise, ser derivadas de uma teoria mais fundamental, como a teoria das cordas. De fato, houve uma série de tentativas de identificar um ínflaton dentro do espectro de partículas descrito pela teoria das cordas e de estudar a inflação usando a teoria das cordas. Embora essas abordagens possam eventualmente encontrar suporte em dados observacionais, como medições do fundo cósmico de micro-ondas, a aplicação da teoria das cordas à cosmologia ainda está em seus estágios iniciais.

## Conexões com a matemática
Além de influenciar a pesquisa em física teórica, a teoria das cordas estimulou uma série de grandes desenvolvimentos em matemática pura. Como muitas ideias em desenvolvimento na física teórica, a teoria das cordas não tem atualmente uma formulação matematicamente rigorosa na qual todos os seus conceitos podem ser definidos precisamente. Como resultado, os físicos que estudam a teoria das cordas são frequentemente guiados pela intuição física para conjeturar relações entre as estruturas matemáticas aparentemente diferentes que são usadas para formalizar diferentes partes da teoria. Essas conjecturas são posteriormente provadas por matemáticos e, dessa forma, a teoria das cordas serve como uma fonte de novas ideias em matemática pura.

### Simetria espelhada

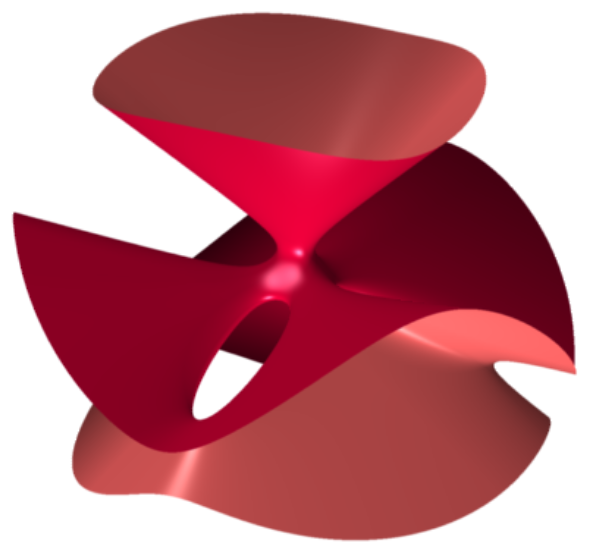
A cúbica de Clebsch é um exemplo de um tipo de objeto geométrico chamado variedade algébrica. Um resultado clássico da geometria enumerativa afirma que há exatamente 27 linhas retas que repousam inteiramente sobre essa superfície.

Depois que as variedades de Calabi-Yau entraram na física como uma forma de compactificar dimensões extras na teoria das cordas, muitos físicos começaram a estudar essas variedades. No final da década de 1980, vários físicos notaram que, dada essa compactificação da teoria das cordas, não é possível reconstruir exclusivamente uma variedade de Calabi-Yau correspondente. Em vez disso, duas versões diferentes da teoria das cordas, tipo IIA e tipo IIB, podem ser compactificadas em variedades de Calabi-Yau completamente diferentes, dando origem à mesma física. Nessa situação, as variedades são chamadas de variedades espelhadas, e a relação entre as duas teorias físicas é chamada de simetria espelhada.
Independentemente de as compactificações de Calabi-Yau da teoria das cordas fornecerem uma descrição correta da natureza, a existência da dualidade espelhada entre diferentes teorias de cordas tem consequências matemáticas significativas. As variedades de Calabi-Yau usadas na teoria das cordas são de interesse em matemática pura, e a simetria espelhada permite que os matemáticos resolvam problemas em geometria enumerativa, um ramo da matemática preocupado em contar o número de soluções para questões geométricas.
A geometria enumerativa estuda uma classe de objetos geométricos chamados variedades algébricas que são definidas pelo desaparecimento de polinômios. Por exemplo, a cúbica de Clebsch ilustrada à direita é uma variedade algébrica definida usando um certo polinômio de grau três em quatro variáveis. Um resultado célebre dos matemáticos do século XIX Arthur Cayley e George Salmon afirma que há exatamente 27 linhas retas que repousam inteiramente sobre tal superfície.
Generalizando este problema, pode-se perguntar quantas linhas podem ser desenhadas em uma variedade de Calabi-Yau quíntica, como a ilustrada acima, que é definida por um polinômio de grau cinco. Este problema foi resolvido pelo matemático alemão do século XIX Hermann Schubert, que descobriu que há exatamente 2.875 dessas linhas. Em 1986, o geômetra Sheldon Katz provou que o número de curvas, como círculos, que são definidas por polinômios de grau dois e estão inteiramente na quíntica é 609.250.
No ano de 1991, a maioria dos problemas clássicos da geometria enumerativa foram resolvidos e o interesse pela geometria enumerativa começou a diminuir. O campo foi revigorado em maio de 1991, quando os físicos Philip Candelas, Xenia de la Ossa, Paul Green e Linda Parkes mostraram que a simetria espelhada poderia ser usada para traduzir questões matemáticas difíceis sobre uma variedade de Calabi-Yau em questões mais fáceis sobre seu espelho. Em particular, eles usaram a simetria espelhada para mostrar que uma variedade de Calabi-Yau de seis dimensões pode conter exatamente 317.206.375 curvas de grau três. Além de contar curvas de grau três, Candelas e seus colaboradores obtiveram uma série de resultados mais gerais para contar curvas racionais que foram muito além dos resultados obtidos por matemáticos.
Originalmente, esses resultados de Candelas eram justificados em bases físicas. No entanto, os matemáticos geralmente preferem provas rigorosas que não exigem um apelo à intuição física. Inspirados pelo trabalho dos físicos sobre simetria espelhada, os matemáticos construíram seus próprios argumentos provando as previsões enumerativas da simetria espelhada. Hoje, a simetria espelhada é uma área ativa de pesquisa em matemática, e os matemáticos estão trabalhando para desenvolver uma compreensão matemática mais completa da simetria espelhada com base na intuição dos físicos. As principais abordagens para a simetria espelhada incluem o programa de simetria espelhada homológica de Maxim Kontsevich e a conjectura SYZ de Andrew Strominger, Shing-Tung Yau e Eric Zaslow.

### Luar monstruoso

Um triângulo equilátero pode ser girado 120°, 240° ou 360°, ou refletido em qualquer uma das três linhas mostradas sem alterar sua forma.

A teoria dos grupos é o ramo da matemática que estuda o conceito de simetria. Por exemplo, pode-se considerar uma forma geométrica como um triângulo equilátero. Existem várias operações que podem ser realizadas neste triângulo sem alterar sua forma. Pode-se girá-lo em 120°, 240° ou 360°, ou pode-se refletir em qualquer uma das linhas rotuladas S0, S1 ou S2 na imagem. Cada uma dessas operações é chamada de simetria, e a coleção dessas simetrias satisfaz certas propriedades técnicas, tornando-a o que os matemáticos chamam de grupo. Neste exemplo específico, o grupo é conhecido como grupo diedro de ordem 6 porque tem seis elementos. Um grupo geral pode descrever finitamente muitas ou infinitamente muitas simetrias; se houver apenas simetrias finitamente muitas, é chamado de grupo finito.
Os matemáticos frequentemente se esforçam para uma classificação (ou lista) de todos os objetos matemáticos de um determinado tipo. Acredita-se geralmente que grupos finitos são muito diversos para admitir uma classificação útil. Um problema mais modesto, mas ainda desafiador, é classificar todos os grupos simples finitos. Esses são grupos finitos que podem ser usados como blocos de construção para construir grupos finitos arbitrários da mesma forma que números primos podem ser usados para construir números inteiros arbitrários tomando produtos. Uma das principais conquistas da teoria de grupos contemporânea é a classificação de grupos simples finitos, um teorema matemático que fornece uma lista de todos os grupos simples finitos possíveis.
Este teorema de classificação identifica várias famílias infinitas de grupos, bem como 26 grupos adicionais que não se encaixam em nenhuma família. Os últimos grupos são chamados de grupos "esporádicos", e cada um deve sua existência a uma notável combinação de circunstâncias. O maior grupo esporádico, o chamado grupo monstro, tem mais de 1053 elementos, mais de mil vezes o número de átomos na Terra.

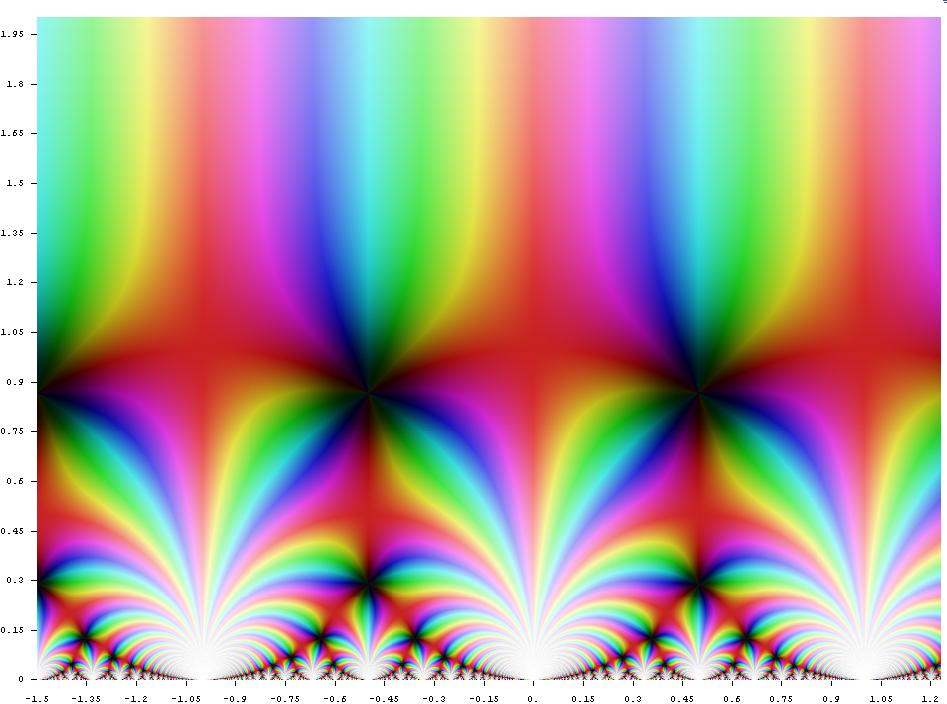
Um gráfico da função j no plano complexo

Uma construção que aparentemente não é relacionada é a função j da teoria dos números. Este objeto pertence a uma classe especial de funções chamadas funções modulares, cujos gráficos formam um certo tipo de padrão repetitivo. Embora esta função apareça em um ramo da matemática que parece muito diferente da teoria dos grupos finitos, os dois assuntos acabam sendo intimamente relacionados. No final da década de 1970, os matemáticos John McKay e John Thompson notaram que certos números que surgem na análise do grupo monstro (ou seja, as dimensões de suas representações irredutíveis) estão relacionados a números que aparecem em uma fórmula para a função j (ou seja, os coeficientes de sua série de Fourier). Esta relação foi posteriormente desenvolvida por John Horton Conway e Simon Norton que a chamaram de luar monstruoso porque parecia tão rebuscado.
Em 1992, Richard Borcherds construiu uma ponte entre a teoria das funções modulares e grupos finitos e, no processo, explicou as observações de McKay e Thompson. O trabalho de Borcherds usou ideias da teoria das cordas de forma essencial, estendendo resultados anteriores de Igor Frenkel, James Lepowsky e Arne Meurman, que haviam percebido o grupo monstro como as simetrias de uma versão particular da teoria das cordas. Em 1998, Borcherds recebeu a medalha Fields por seu trabalho.
Desde a década de 1990, a conexão entre a teoria das cordas e o luar levou a mais resultados em matemática e física. Em 2010, os físicos Tohru Eguchi, Hirosi Ooguri e Yuji Tachikawa descobriram conexões entre um grupo esporádico diferente, o grupo Mathieu M24, e uma certa versão da teoria das cordas. Miranda Cheng, John Duncan e Jeffrey A. Harvey propuseram uma generalização desse fenômeno do luar chamado luar umbral, e sua conjectura foi provada matematicamente por Duncan, Michael Griffin e Ken Ono. Witten também especulou que a versão da teoria das cordas que aparece no luar monstruoso pode estar relacionada a um certo modelo simplificado de gravidade em três dimensões do espaço-tempo.

## História

### Resultados iniciais
Algumas das estruturas reintroduzidas pela teoria das cordas surgiram pela primeira vez muito antes como parte do programa de unificação clássica iniciado por Albert Einstein. A primeira pessoa a adicionar uma quinta dimensão a uma teoria da gravidade foi Gunnar Nordström em 1914, que observou que a gravidade em cinco dimensões descreve tanto a gravidade quanto o eletromagnetismo em quatro. Nordström tentou unificar o eletromagnetismo com sua teoria da gravitação, que foi, no entanto, substituída pela relatividade geral de Einstein em 1919. Depois disso, o matemático alemão Theodor Kaluza combinou a quinta dimensão com a relatividade geral, e apenas Kaluza é geralmente creditado com a ideia. Em 1926, o físico sueco Oskar Klein deu uma interpretação física da dimensão extra que não é observável — ela é envolvida em um pequeno círculo. Einstein introduziu um tensor métrico que não é simétrico, enquanto muito mais tarde Brans e Dicke adicionaram um componente escalar à gravidade. Essas ideias seriam revividas dentro da teoria das cordas, onde são exigidas por condições de consistência.

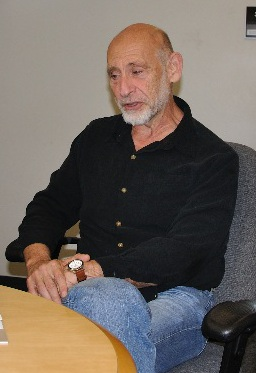
Leonard Susskind

A teoria das cordas foi desenvolvida originalmente durante o final dos anos 1960 e início dos anos 1970 como uma teoria nunca completamente bem-sucedida dos hádrons, as partículas subatômicas como o próton e o nêutron que sentem a interação forte. Na década de 1960, Geoffrey Chew e Steven Frautschi descobriram que os mésons formam famílias chamadas trajetórias de Regge com massas relacionadas a spins de uma forma que mais tarde foi entendida por Yoichiro Nambu, Holger Bech Nielsen e Leonard Susskind como sendo a relação esperada de cordas rotativas. Chew defendeu fazer uma teoria para as interações dessas trajetórias que não presumisse que elas eram compostas de quaisquer partículas fundamentais, mas construiria suas interações a partir de condições de autoconsistência na matriz S. A abordagem da matriz S foi iniciada por Werner Heisenberg na década de 1940 como uma forma de construir uma teoria que não dependesse das noções locais de espaço e tempo, que Heisenberg acreditava quebrar na escala nuclear. Embora a escala estivesse errada em muitas ordens de magnitude, a abordagem que ele defendia era ideal para uma teoria da gravidade quântica.
Trabalhando com dados experimentais, R. Dolen, D. Horn e C. Schmid desenvolveram algumas regras de soma para troca de hádrons. Quando uma partícula e uma antipartícula se espalham, partículas virtuais podem ser trocadas de duas maneiras qualitativamente diferentes. No canal s, as duas partículas se aniquilam para criar estados intermediários temporários que se desfazem nas partículas do estado final. No canal t, as partículas trocam estados intermediários por emissão e absorção. Na teoria de campo, as duas contribuições se somam, uma dando uma contribuição de fundo contínua, a outra dando picos em certas energias. Nos dados, estava claro que os picos estavam roubando do fundo — os autores interpretaram isso como dizendo que a contribuição do canal t era dual à do canal s, significando que ambas descreviam toda a amplitude e incluíam a outra.

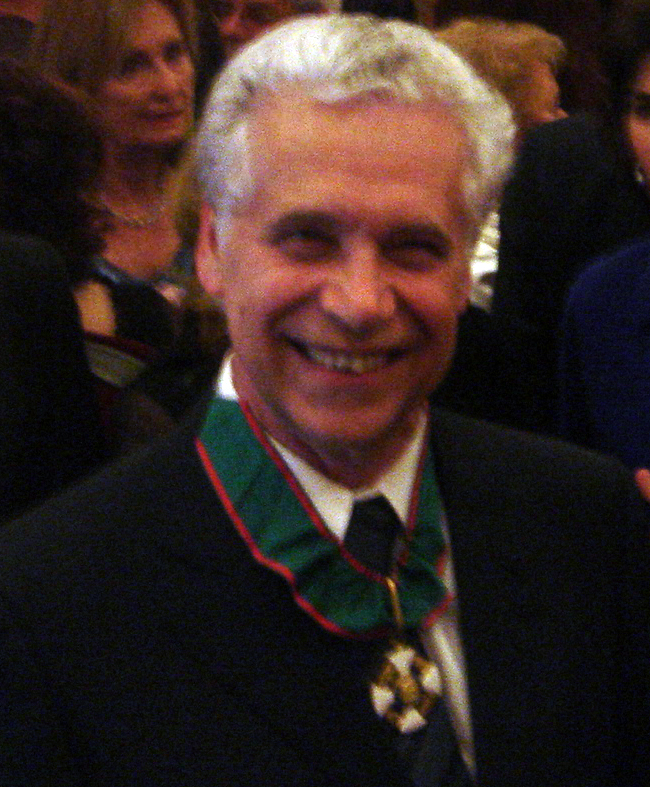
Gabriele Veneziano

O resultado foi amplamente divulgado por Murray Gell-Mann, levando Gabriele Veneziano a construir uma amplitude de espalhamento que tinha a propriedade de dualidade de Dolen-Horn-Schmid, mais tarde renomeada dualidade de folha de mundo. A amplitude precisava de polos onde as partículas aparecem, em trajetórias em linha reta, e há uma função matemática especial cujos polos são uniformemente espaçados na metade da linha real — a função gama — que foi amplamente usada na teoria de Regge. Ao manipular combinações de funções gama, Veneziano foi capaz de encontrar uma amplitude de espalhamento consistente com polos em linhas retas, com resíduos principalmente positivos, que obedeciam à dualidade e tinham a escala de Regge apropriada em alta energia. A amplitude poderia se ajustar a dados de espalhamento próximo ao feixe, bem como outros ajustes do tipo de Regge e tinha uma representação integral sugestiva que poderia ser usada para generalização.
Nos anos seguintes, centenas de físicos trabalharam para completar o programa fundamental (base de inicialização) para este modelo, com muitas surpresas. O próprio Veneziano descobriu que para a amplitude de espalhamento descrever o espalhamento de uma partícula que aparece na teoria, uma condição óbvia de autoconsistência, a partícula mais leve deve ser um táquion. Miguel Virasoro e Joel Shapiro encontraram uma amplitude diferente, agora entendida como sendo a de cordas fechadas, enquanto Ziro Koba e Holger Nielsen generalizaram a representação integral de Veneziano para espalhamento multipartícula. Veneziano e Sergio Fubini introduziram um formalismo de operador para calcular as amplitudes de espalhamento que foi um precursor da teoria conforme de folha de mundo, enquanto Virasoro entendeu como remover os polos com resíduos de sinal errado usando uma restrição nos estados. Claud Lovelace calculou uma amplitude de loop e observou que há uma inconsistência, a menos que a dimensão da teoria seja 26. Charles Thorn, Peter Goddard e Richard Brower provaram que não há estados de propagação de sinal errado em dimensões menores ou iguais a 26.
Em 1969 e 1970, Yoichiro Nambu, Holger Bech Nielsen e Leonard Susskind reconheceram que a teoria poderia receber uma descrição no espaço e no tempo em termos de cordas. As amplitudes de espalhamento foram derivadas sistematicamente do princípio de ação por Peter Goddard, Jeffrey Goldstone, Claudio Rebbi e Charles Thorn, dando uma imagem espaço-temporal aos operadores de vértice introduzidos por Veneziano e Fubini e uma interpretação geométrica às condições de Virasoro.
Em 1971, Pierre Ramond adicionou férmions ao modelo, o que o levou a formular uma supersimetria bidimensional para cancelar os estados de sinal errado. John Schwarz e André Neveu adicionaram outro setor à teoria de Fermi pouco tempo depois. Nas teorias de férmions, a dimensão crítica era 10. Stanley Mandelstam formulou uma teoria conforme de folha de mundo para ambos os casos de Bose e Fermi, dando uma integral de caminho teórica de campo bidimensional para gerar o formalismo do operador. Michio Kaku e Keiji Kikkawa deram uma formulação diferente da corda bosônica, como uma teoria de campo de cordas, com infinitos tipos de partículas e com campos assumindo valores não em pontos, mas em loops e curvas.
Em 1974, Tamiaki Yoneya descobriu que todas as teorias de cordas conhecidas incluíam uma partícula de spin dois sem massa que obedecia às identidades de Ward corretas para ser um gráviton. John Schwarz e Joël Scherk chegaram à mesma conclusão e deram o salto ousado de sugerir que a teoria das cordas era uma teoria da gravidade, não uma teoria dos hádrons. Eles reintroduziram a teoria de Kaluza-Klein como uma forma de dar sentido às dimensões extras. Ao mesmo tempo, a cromodinâmica quântica foi reconhecida como a teoria correta dos hádrons, mudando a atenção dos físicos e aparentemente deixando o programa fundamental (base de inicialização) na lata de lixo da história.
A teoria das cordas finalmente saiu da lata de lixo, mas na década seguinte, todo o trabalho sobre a teoria foi completamente ignorado. Ainda assim, a teoria continuou a se desenvolver em um ritmo constante graças ao trabalho de um punhado de devotos. Ferdinando Gliozzi, Joël Scherk e David Olive perceberam em 1977 que as cordas originais de Ramond e Neveu Schwarz eram inconsistentes separadamente e precisavam ser combinadas. A teoria resultante não tinha um táquion e foi provada ter supersimetria espaço-temporal por John Schwarz e Michael Green em 1984. No mesmo ano, Alexander Polyakov deu à teoria uma formulação moderna de integral de caminho e passou a desenvolver extensivamente a teoria de campo conforme. Em 1979, Daniel Friedan mostrou que as equações de movimentos da teoria das cordas, que são generalizações das equações de Einstein da relatividade geral, emergem das equações do grupo de renormalização para a teoria de campo bidimensional. Schwarz e Green descobriram a dualidade T e construíram duas teorias de supercordas — IIA e IIB relacionadas pela dualidade T e teorias do tipo I com cordas abertas. As condições de consistência eram tão fortes que a teoria inteira era quase unicamente determinada, com apenas algumas escolhas discretas.

### Primeira revolução das supercordas

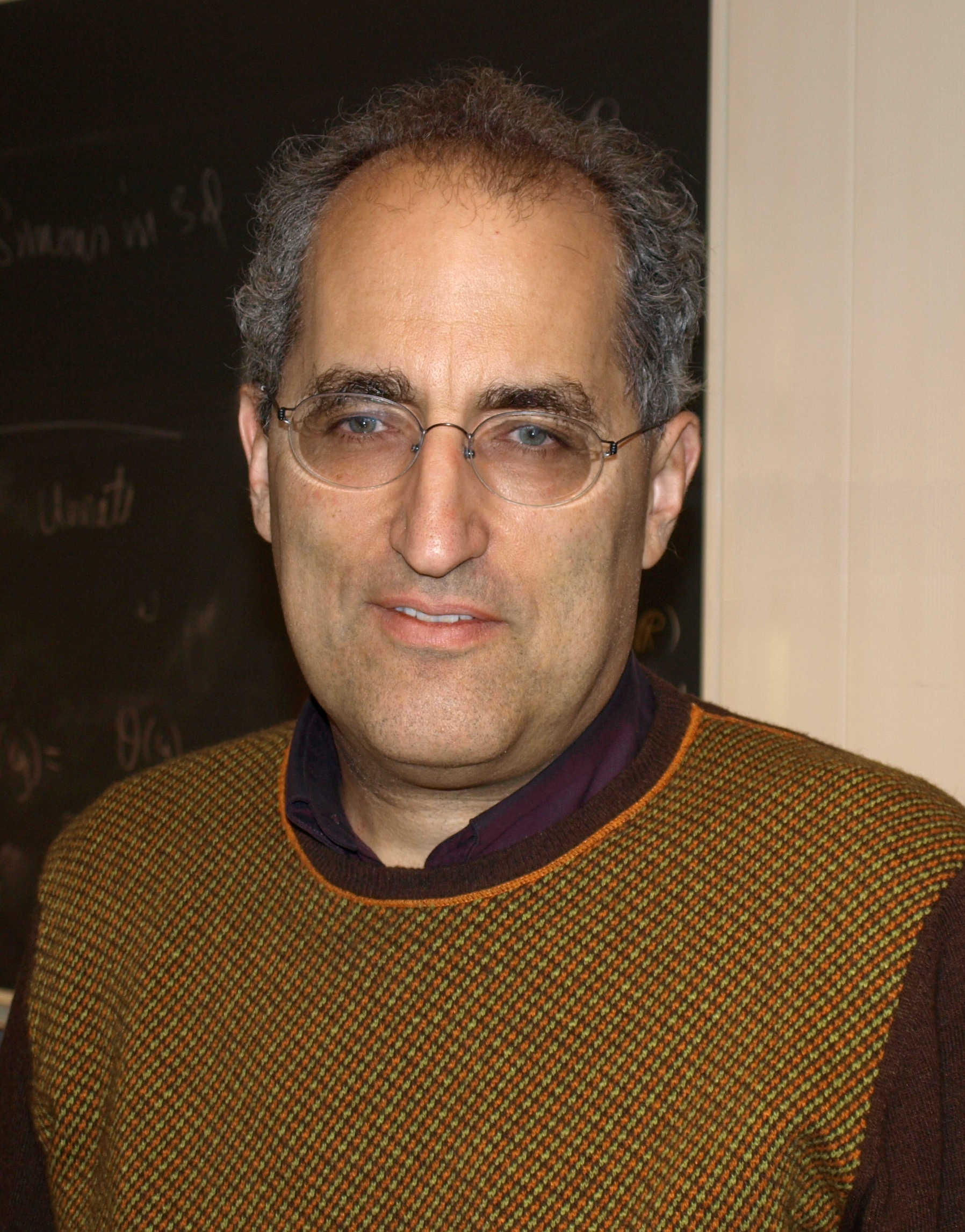
Edward Witten

No início da década de 1980, Edward Witten descobriu que a maioria das teorias da gravidade quântica não conseguia acomodar férmions quirais como o neutrino. Isso o levou, em colaboração com Luis Álvarez-Gaumé, a estudar violações das leis de conservação em teorias da gravidade com anomalias, concluindo que as teorias das cordas do tipo I eram inconsistentes. Green e Schwarz descobriram uma contribuição para a anomalia que Witten e Alvarez-Gaumé não perceberam, que restringia o grupo de gauge da teoria das cordas do tipo I a SO(32). Ao entender esse cálculo, Edward Witten se convenceu de que a teoria das cordas era realmente uma teoria consistente da gravidade, e ele se tornou um defensor de alto nível. Seguindo a liderança de Witten, entre 1984 e 1986, centenas de físicos começaram a trabalhar neste campo, e isso às vezes é chamado de primeira revolução das supercordas. 
Durante esse período, David Gross, Jeffrey Harvey, Emil Martinec e Ryan Rohm descobriram cordas heteróticas. O grupo de gauge dessas cordas fechadas era duas cópias de E8, e qualquer cópia poderia facilmente e naturalmente incluir o modelo padrão. Philip Candelas, Gary Horowitz, Andrew Strominger e Edward Witten descobriram que as variedades de Calabi-Yau são as compactificações que preservam uma quantidade realista de supersimetria, enquanto Lance Dixon e outros elaboraram as propriedades físicas de orbivariedades, singularidades geométricas distintas permitidas na teoria das cordas. Cumrun Vafa generalizou a dualidade T de círculos para variedades arbitrárias, criando o campo matemático da simetria espelhada. Daniel Friedan, Emil Martinec e Stephen Shenker desenvolveram ainda mais a quantização covariante de supercorda usando técnicas da teoria de campo conforme. David Gross e Vipul Periwal descobriram que a teoria de perturbação das cordas era divergente. Stephen Shenker mostrou que ela divergia muito mais rápido do que na teoria de campo, sugerindo que novos objetos que não são perturbativos estavam faltando. 

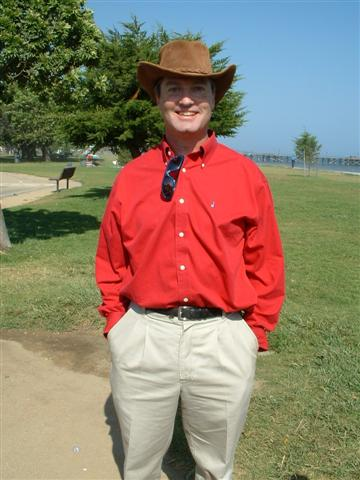
Joseph Polchinski

Na década de 1990, Joseph Polchinski descobriu que a teoria requer objetos de dimensões superiores, chamados branas D, e os identificou com as soluções de buraco negro da supergravidade. Esses foram entendidos como os novos objetos sugeridos pelas divergências perturbativas, e eles abriram um novo campo com rica estrutura matemática. Rapidamente ficou claro que branas D e outras branas p, não apenas cordas, formavam o conteúdo de matéria das teorias das cordas, e a interpretação física das cordas e branas foi revelada — elas são um tipo de buraco negro. Leonard Susskind incorporou o princípio holográfico de Gerardus 't Hooft na teoria das cordas, identificando os longos estados de cordas altamente excitadas com estados de buraco negro térmico comum. Conforme sugerido por 't Hooft, as flutuações do horizonte do buraco negro, a teoria de folha de mundo ou do volume de mundo, descrevem não apenas os graus de liberdade do buraco negro, mas também de todos os objetos próximos.

### Segunda revolução das supercordas
Em 1995, na conferência anual de teóricos das cordas na Universidade do Sul da Califórnia (USC), Edward Witten fez um discurso sobre a teoria das cordas que, em essência, uniu as cinco teorias das cordas que existiam na época, e deu origem a uma nova teoria de 11 dimensões chamada teoria M. A teoria M também foi prenunciada no trabalho de Paul Townsend aproximadamente na mesma época. A onda de atividade que começou nessa época é às vezes chamada de segunda revolução das supercordas.

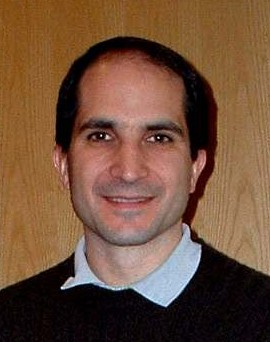
Juan Maldacena

Durante este período, Tom Banks, Willy Fischler, Stephen Shenker e Leonard Susskind formularam a teoria da matriz, uma descrição holográfica completa da teoria M usando branas IIA D0. Esta foi a primeira definição da teoria das cordas que foi totalmente não perturbativa e uma realização matemática concreta do princípio holográfico. É um exemplo de uma dualidade de gauge-gravidade e agora é entendida como um caso especial da correspondência AdS/CFT. Andrew Strominger e Cumrun Vafa calcularam a entropia de certas configurações de branas D e encontraram concordância com a resposta semiclássica para buracos negros extremamente carregados. Petr Hořava e Witten encontraram a formulação  de onze dimensões (11D) das teorias das cordas heteróticas, mostrando que orbivariedades resolvem o problema da quiralidade. Witten observou que a descrição efetiva da física das branas D em baixas energias é feita por uma teoria de gauge supersimétrica, e encontrou interpretações geométricas de estruturas matemáticas na teoria de gauge que ele e Nathan Seiberg haviam descoberto anteriormente em termos da localização das branas.
Em 1997, Juan Maldacena observou que as excitações de baixa energia de uma teoria perto de um buraco negro consistem em objetos perto do horizonte, o que para buracos negros extremamente carregados parece um anti-espaço de de Sitter. Ele observou que neste limite a teoria de gauge descreve as excitações de cordas perto das branas. Então ele hipotetizou que a teoria das cordas em uma geometria de buraco negro extremamente carregado próximo ao horizonte, um anti-espaço de de Sitter vezes uma esfera com fluxo, é igualmente bem descrita pela teoria de gauge limitante de baixa energia, a teoria supersimétrica de Yang-Mills N = 4. Esta hipótese, que é chamada de correspondência AdS/CFT, foi desenvolvida posteriormente por Steven Gubser, Igor Klebanov e Alexander Polyakov, e por Edward Witten, e agora é bem aceita. É uma realização concreta do princípio holográfico, que tem implicações de longo alcance para buracos negros, localidade e informação em física, bem como a natureza da interação gravitacional. Por meio dessa relação, a teoria das cordas demonstrou estar relacionada às teorias de gauge, como a cromodinâmica quântica, e isso levou a uma compreensão mais quantitativa do comportamento dos hádrons, trazendo a teoria das cordas de volta às suas raízes. 

## Criticismo

### Número de soluções
Para construir modelos de física de partículas baseados na teoria das cordas, os físicos normalmente começam especificando uma forma para as dimensões extras do espaço-tempo. Cada uma dessas diferentes formas corresponde a um universo possível diferente, ou "estado de vácuo", com uma coleção diferente de partículas e forças. A teoria das cordas, como é atualmente entendida, tem um número enorme de estados de vácuo, normalmente estimados em cerca de 10500, e estes podem ser suficientemente diversos para acomodar quase qualquer fenômeno que possa ser observado em baixas energias.
Muitos críticos da teoria das cordas expressaram preocupações sobre o grande número de universos possíveis descritos pela teoria das cordas. Em seu livro Not Even Wrong, Peter Woit, um professor do departamento de matemática da Universidade de Columbia, argumentou que o grande número de cenários físicos diferentes torna a teoria das cordas vazia como uma estrutura para a construção de modelos de física de partículas. De acordo com Woit,

A possível existência de, digamos, 10500 estados de vácuo consistentes e diferentes para a teoria das supercordas provavelmente destrói a esperança de usar a teoria para prever qualquer coisa. Se alguém escolher entre esse grande conjunto apenas aqueles estados cujas propriedades concordam com as observações experimentais atuais, é provável que ainda haja um número tão grande deles que se possa obter praticamente qualquer valor que se queira para os resultados de qualquer nova observação.
Alguns físicos acreditam que esse grande número de soluções é na verdade uma virtude porque pode permitir uma explicação antrópica natural dos valores observados das constantes físicas, em particular o pequeno valor da constante cosmológica. O princípio antrópico é a ideia de que alguns dos números que aparecem nas leis da física não são fixados por nenhum princípio fundamental, mas devem ser compatíveis com a evolução da vida inteligente. Em 1987, Steven Weinberg publicou um artigo no qual argumentava que a constante cosmológica não poderia ter sido muito grande, ou então as galáxias e a vida inteligente não teriam sido capazes de se desenvolver. Weinberg sugeriu que pode haver um grande número de universos consistentes possíveis, cada um com um valor diferente da constante cosmológica, e as observações indicam um pequeno valor da constante cosmológica apenas porque os humanos vivem em um universo que permitiu que a vida inteligente e, portanto, os observadores, existissem.
O teórico das cordas Leonard Susskind argumentou que a teoria das cordas fornece uma explicação antrópica natural do pequeno valor da constante cosmológica. De acordo com Susskind, os diferentes estados de vácuo da teoria das cordas podem ser realizados como universos diferentes dentro de um multiverso maior. O fato de o universo observado ter uma pequena constante cosmológica é apenas uma consequência tautológica do fato de que um pequeno valor é necessário para que a vida exista. Muitos teóricos e críticos proeminentes discordaram das conclusões de Susskind. De acordo com Woit, "neste caso [o raciocínio antrópico] nada mais é do que uma desculpa para o fracasso. As ideias científicas especulativas falham não apenas quando fazem previsões incorretas, mas também quando se revelam vazias e incapazes de prever qualquer coisa."

### Compatibilidade com energia escura
Ainda não se sabe se a teoria das cordas é compatível com uma constante cosmológica positiva e metaestável. Alguns exemplos putativos de tais soluções existem, como o modelo descrito por Kachru et al. em 2003. Em 2018, um grupo de quatro físicos apresentou uma conjectura controversa que implicaria que tal universo não existe. Isso é contrário a alguns modelos populares de energia escura, como Λ-CDM (matéria escura fria Λ), que requer uma energia de vácuo positiva. No entanto, a teoria das cordas é provavelmente compatível com certos tipos de quintessência, onde a energia escura é causada por um novo campo com propriedades exóticas.

### Independência do contexto
Uma das propriedades fundamentais da teoria geral da relatividade de Einstein é que ela é independente do contexto, o que significa que a formulação da teoria não privilegia de forma alguma uma geometria particular do espaço-tempo.
Uma das principais críticas à teoria das cordas desde o início é que ela não é manifestamente independente do contexto. Na teoria das cordas, deve-se normalmente especificar uma geometria de referência fixa para o espaço-tempo, e todas as outras geometrias possíveis são descritas como perturbações desta geometria fixa. Em seu livro The Trouble With Physics, o físico Lee Smolin do Perimeter Institute for Theoretical Physics afirma que esta é a principal fraqueza da teoria das cordas como uma teoria da gravidade quântica, dizendo que a teoria das cordas falhou em incorporar esta importante percepção da relatividade geral.
Outros discordaram da caracterização de Smolin da teoria das cordas. Em uma revisão do livro de Smolin, o teórico das cordas Joseph Polchinski escreve:

[Smolin] está confundindo um aspecto da linguagem matemática que está sendo usada com uma das físicas que estão sendo descritas. Novas teorias físicas são frequentemente descobertas usando uma linguagem matemática que não é a mais adequada para elas... Na teoria das cordas, sempre ficou claro que a física é independente do contexto, mesmo que a linguagem que está sendo usada não seja, e a busca por uma linguagem mais adequada continua. De fato, como Smolin tardiamente observa, [AdS/CFT] fornece uma solução para esse problema, uma que é inesperada e poderosa.
Polchinski observa que um importante problema em aberto na gravidade quântica é desenvolver descrições holográficas da gravidade que não exijam que o campo gravitacional seja assintoticamente anti-de Sitter. Smolin respondeu dizendo que a correspondência AdS/CFT, como é atualmente entendida, pode não ser forte o suficiente para resolver todas as preocupações sobre a independência do contexto.

### Sociologia da ciência
Desde as revoluções das supercordas das décadas de 1980 e 1990, a teoria das cordas tem sido um dos paradigmas dominantes da física teórica de alta energia. Alguns teóricos das cordas expressaram a opinião de que não existe uma teoria alternativa igualmente bem-sucedida que aborde as questões profundas da física fundamental. Em uma entrevista de 1987, o ganhador do prêmio Nobel David Gross fez os seguintes comentários controversos sobre as razões da popularidade da teoria das cordas:

O [motivo] mais importante é que não há outras boas ideias por aí. É isso que faz a maioria das pessoas se interessar por isso. Quando as pessoas começaram a se interessar pela teoria das cordas, elas não sabiam nada sobre ela. Na verdade, a primeira reação da maioria das pessoas é que a teoria é extremamente feia e desagradável, pelo menos esse era o caso alguns anos atrás, quando o entendimento da teoria das cordas era muito menos desenvolvido. Era difícil para as pessoas aprenderem sobre ela e se interessarem. Então, acho que o verdadeiro motivo pelo qual as pessoas se sentiram atraídas por ela é porque não há outro jogo na cidade. Todas as outras abordagens de construção de grandes teorias unificadas, que eram mais conservadoras para começar, e só gradualmente se tornaram mais e mais radicais, falharam, e este jogo ainda não falhou.
Vários outros teóricos e comentaristas de alto nível expressaram visões semelhantes, sugerindo que não há alternativas viáveis à teoria das cordas.
Muitos críticos da teoria das cordas comentaram sobre esse estado de coisas. Em seu livro criticando a teoria das cordas, Peter Woit vê o status da pesquisa da teoria das cordas como prejudicial e prejudicial ao futuro da física fundamental. Ele argumenta que a extrema popularidade da teoria das cordas entre os físicos teóricos é, em parte, uma consequência da estrutura financeira da academia e da competição feroz por recursos escassos. Em seu livro The Road to Reality, o físico matemático Roger Penrose expressa visões semelhantes, afirmando "A competitividade frequentemente frenética que essa facilidade de comunicação engendra leva a efeitos de bandwagon, onde os pesquisadores temem ser deixados para trás se não se juntarem." Penrose também afirma que a dificuldade técnica da física moderna força os jovens cientistas a confiar nas preferências de pesquisadores estabelecidos, em vez de forjar novos caminhos próprios. Lee Smolin expressa uma posição ligeiramente diferente em sua crítica, alegando que a teoria das cordas surgiu de uma tradição da física de partículas que desencoraja a especulação sobre os fundamentos da física, enquanto sua abordagem preferida, a gravidade quântica em loop, encoraja um pensamento mais radical. De acordo com Smolin,

A teoria das cordas é uma ideia poderosa e bem motivada e merece muito do trabalho que lhe foi dedicado. Se falhou até agora, a principal razão é que suas falhas intrínsecas estão intimamente ligadas a seus pontos fortes — e, claro, a história está inacabada, já que a teoria das cordas pode muito bem acabar sendo parte da verdade. A verdadeira questão não é por que gastamos tanta energia na teoria das cordas, mas por que não gastamos o suficiente em abordagens alternativas.
Smolin continua oferecendo uma série de prescrições sobre como os cientistas podem encorajar uma maior diversidade de abordagens para a pesquisa da gravidade quântica.

### Ciência popular
- Greene, Brian (2003). The Elegant Universe: Superstrings, Hidden Dimensions, and the Quest for the Ultimate Theory [O Universo Elegante: Supercordas, Dimensões Ocultas, e a Busca pela Teoria Final]. New York: W.W. Norton & Company. ISBN 978-0-393-05858-1
- Greene, Brian (2004). The Fabric of the Cosmos: Space, Time, and the Texture of Reality. New York': Alfred A. Knopf. Bibcode:2004fcst.book.....G. ISBN 978-0-375-41288-2
- Gubser, Steven Scott (2010). The Little Book of String Theory. Princeton, N. J.: Princeton University Press. ISBN 978-0-691-14289-0
- Penrose, Roger (2005). The Road to Reality: A Complete Guide to the Laws of the Universe. [S.l.]: Knopf. ISBN 978-0-679-45443-4
- Smolin, Lee (2006). The Trouble with Physics: The Rise of String Theory, the Fall of a Science, and What Comes Next. New York: Houghton Mifflin Co. ISBN 978-0-618-55105-7
- Woit, Peter (4 de setembro de 2006). Not Even Wrong: The Failure of String Theory And the Search for Unity in Physical Law. New York: Basic Books. ISBN 978-0-465-09275-8. OCLC 67840232. Consultado em 31 de maio de 2025 - UK edition published by Jonathan Cape, London, 2006

### Livros didáticos
- Becker, K.; Becker, M.; Schwarz, J.H. (2006). String Theory and M-Theory: A Modern Introduction. [S.l.]: Cambridge University Press. ISBN 978-0521860697
- Blumenhagen, R.; Lüst, D.; Theisen, S. (2012). Basic Concepts of String Theory. [S.l.]: Springer. ISBN 978-3642294969
- Green, Michael; Schwarz, John; Witten, Edward (2012). Superstring Theory. 1: Introduction. [S.l.]: Cambridge University Press. ISBN 978-1107029118
- Green, Michael; Schwarz, John; Witten, Edward (2012). Superstring Theory. 2: Loop amplitudes, anomalies and phenomenology. [S.l.]: Cambridge University Press. ISBN 978-1107029132
- Ibáñez, L.E.; Uranga, A.M. (2012). String Theory and Particle Physics: An Introduction to String Phenomenology. [S.l.]: Cambridge University Press. ISBN 978-0521517522
- Kiritsis, E. (2019). String Theory in a Nutshell. [S.l.]: Princeton University Press. ISBN 978-0691155791
- Ortín, T. (2015). Gravity and Strings. [S.l.]: Cambridge University Press. ISBN 978-0521768139
- Polchinski, Joseph (1998). String Theory. 1: An Introduction to the Bosonic String. [S.l.]: Cambridge University Press. ISBN 978-0-521-63303-1
- Polchinski, Joseph (1998). String Theory. 2: Superstring Theory and Beyond. [S.l.]: Cambridge University Press. ISBN 978-0-521-63304-8
- West, P. (2012). Introduction to Strings and Branes. [S.l.]: Cambridge University Press. ISBN 978-0521817479
- Zwiebach, Barton (2009). A First Course in String Theory. [S.l.]: Cambridge University Press. ISBN 978-0-521-88032-9